# Acta senatus
Die Acta senatus oder Commentarii senatus waren die Sitzungsprotokolle des Römischen Senats und wurden laut Suetonius erstmals 59 v. Chr. veröffentlicht. Sie waren nur den Senatoren zugänglich, da Kaiser Augustus der breiten Öffentlichkeit keinen Zugang gewährte. Ab der Regierungszeit seines Nachfolgers Tiberius verfasste ein junger Senator (ab actis senatus) die Acta senatus, die dann in den kaiserlichen Archiven und öffentlichen Bibliotheken aufbewahrt wurden. Sie konnten dort nur mit besonderer Erlaubnis eingesehen werden.